# Captain America : Super Soldat

le bouclier de captain America :film américain.

Captain America : Super Soldat (Captain America: Super Soldier) est un jeu vidéo d'action développé par Next Level Games et édité par Sega sur PlayStation 3 et Xbox 360 en juillet 2011. Parallèlement, une version différente a été développée par High Voltage sur Wii et Nintendo 3DS, ainsi qu'une autre développée par Griptonite Games pour la Nintendo DS. Les versions PC et PlayStation Portable étaient également prévues mais annulées par la suite.
Il s'agit d'un produit dérivé du film Captain America: First Avenger sorti en 2011 dans les salles.

## Système de jeu
Captain america:super soldat est un jeu d'action-aventure en vue à la troisième personne

## Distribution
- Chris Evans : Capitaine Steven "Steve" Rogers / Captain America
- Neal McDonough : Caporal Timothy "Dum Dum" Dugan
- Sebastian Stan : Sergent James "Bucky" Barnes
- JJ Feild : Lieutenant James Montgomery Falsworth
- Hayley Atwell : Agent Peggy Carter
- Kenneth Choi : Soldat Jim Morita
- Liam O'Brien : Howard Stark
- André Sogliuzzo : Dr Arnim Zola
- Keith Ferguson : as Johann Schmidt / Crâne Rouge
- Steve Blum : Baron Zemo
- Kai Wulff : Baron Wolfgang von Strucker
- Audrey Wasilewski : Madame Hydra
- Michael Donovan : Helmut Gruler / Iron Cross

## Accueil
- Jeuxvideo.com : 11/20 (PS3/X360)[1] - 12/20 (Wii)[2] - 12/20 (3DS)[3] - 13/20 (DS)[4]